# داني فاسكيز
داني فاسكيز (بالإنجليزية: Danny Vasquez)‏ هو لاعب كرة قدم أمريكي في مركز الدفاع، ولد في 1 ديسمبر 1985 في ميامي في الولايات المتحدة. لعب مع FIU Panthers men's soccer ‏.